# Tine Bogataj
Tine Bogataj (ur. 11 maja 1998) – słoweński skoczek narciarski, reprezentant klubu SSK Ilirija Lublana. Złoty medalista zimowego olimpijskiego festiwalu młodzieży Europy (2015) oraz wielokrotny medalista mistrzostw kraju.
Jego siostra, Urša Bogataj, również uprawia skoki narciarskie.

## Przebieg kariery
28 lipca 2013 w Szczyrku zadebiutował w FIS Cupie, zajmując 86. lokatę. W marcu 2014 w Chaux-Neuve zadebiutował w Alpen Cupie, plasując się w szóstej dziesiątce. Pierwsze punkty drugiego z tych cykli zdobył we wrześniu 2014 w jednoseryjnym konkursie w Einsiedeln, gdzie był 16.
W styczniu 2015 wystąpił w zimowym olimpijskim festiwalu młodzieży Europy w Tschagguns – indywidualnie był ósmy, a w zmaganiach drużynowych zdobył złoty medal (mężczyźni) oraz zajął 6. lokatę (mikst). W rywalizacji zespołów mieszanych w 1. serii uzyskał odległość 63,5 metra, ustanawiając rekord skoczni HS66 w kompleksie Montafoner Schanzenzentrum (wyrównany tego samego dnia przez Clemensa Leitnera i Františka Holíka). W lutym 2015 zdobył srebrny medal w rywalizacji drużynowej (rocznik 1998 i młodsi) podczas OPA Games w Seefeld.
W sierpniu 2015 po raz pierwszy punktował w FIS Cupie, zajmując dwukrotnie 19. lokatę w Szczyrku. 18 grudnia 2016 w Seefeld odniósł jedyne w karierze zwycięstwo w konkursie Alpen Cupu. Nieco ponad tydzień później w Engelbergu zadebiutował w Pucharze Kontynentalnym, gdzie punktował w obu konkursach, zajmując 29. i 17. miejsce. W tym cyklu wystąpił jeszcze tylko dwukrotnie – na początku stycznia 2017 w Titisee-Neustadt zajął 45. i 38. pozycję. W lutym 2017 po raz drugi i ostatni stanął na podium Alpen Cupu, zajmując w Kranju 2. lokatę. W oficjalnych zawodach międzynarodowych pod egidą FIS po raz ostatni wystąpił w marcu 2018, choć jeszcze rok później brał udział w testach Letalnicy przed konkursami lotów w Planicy.
21 marca 2018, podczas testów skoczni przed zawodami Pucharu Świata w Planicy, skokiem na odległość 192 metrów ustanowił swój rekord życiowy.
Czterokrotnie stawał na podium letnich mistrzostw Słowenii – z zespołami klubu SSK Ilirija Lublana w konkursach drużynowych sięgał po brązowe medale w 2014 i 2015, a w rywalizacji mikstów po brąz w 2015 i srebro w 2016.

## Zimowy olimpijski festiwal młodzieży Europy

### Indywidualnie
| 2015 Tschagguns | – | 8. miejsce |

### Drużynowo
| 2015 Tschagguns | – | złoty medal, 6. miejsce (drużyna mieszana) |

### Starty T. Bogataja na zimowym olimpijskim festiwalu młodzieży Europy – szczegółowo
| Miejsce | Dzień       | Rok  | Miejscowość | Skocznia                   | Punkt K | HS     | Konkurs      | Skok 1  | Skok 2 | Nota                   | Strata   | Zwycięzca     |
| ------- | ----------- | ---- | ----------- | -------------------------- | ------- | ------ | ------------ | ------- | ------ | ---------------------- | -------- | ------------- |
| 8.      | 27 stycznia | 2015 | Tschagguns  | Montafoner Schanzenzentrum | K-97    | HS-108 | indywid.     | 91,0 m  | 89,5 m | 232,0 pkt              | 39,3 pkt | Niko Kytösaho |
| 1.      | 29 stycznia | 2015 | Tschagguns  | Montafoner Schanzenzentrum | K-97    | HS-108 | druż.        | 101,0 m | 99,5 m | 1030,4 pkt (255,1 pkt) | –        | –             |
| 6.      | 30 stycznia | 2015 | Tschagguns  | Montafoner Schanzenzentrum | K-60    | HS-66  | druż. miesz. | 63,5 m  | 61,5 m | 794,5 pkt (237,5 pkt)  | 86,1 pkt | Niemcy        |

## Puchar Kontynentalny

### Miejsca w klasyfikacji generalnej
| Sezon     | Miejsce |
| --------- | ------- |
| 2016/2017 | 114.    |

### Miejsca w poszczególnych konkursachPucharu Kontynentalnego
| Źródło                                                                        | Źródło          | Źródło          | Źródło     | Źródło     | Źródło          | Źródło          | Źródło                 | Źródło                 | Źródło                       | Źródło                       | Źródło        | Źródło        | Źródło        | Źródło              | Źródło              | Źródło        | Źródło        | Źródło           | Źródło           | Źródło        | Źródło        | Źródło              | Źródło              | Źródło     | Źródło     | Źródło         | Źródło         | Źródło            | Źródło            | Źródło | Źródło | Źródło | Źródło | Źródło | Źródło | Źródło | Źródło | Źródło | Źródło | Źródło | Źródło | Źródło | Źródło | Źródło | Źródło | Źródło | Źródło | Źródło | Źródło | Źródło | Źródło | Źródło | Źródło | Źródło | Źródło | Źródło | Źródło | Źródło | Źródło |
| ----------------------------------------------------------------------------- | --------------- | --------------- | ---------- | ---------- | --------------- | --------------- | ---------------------- | ---------------------- | ---------------------------- | ---------------------------- | ------------- | ------------- | ------------- | ------------------- | ------------------- | ------------- | ------------- | ---------------- | ---------------- | ------------- | ------------- | ------------------- | ------------------- | ---------- | ---------- | -------------- | -------------- | ----------------- | ----------------- | ------ | ------ | ------ | ------ | ------ | ------ | ------ | ------ | ------ | ------ | ------ | ------ | ------ | ------ | ------ | ------ | ------ | ------ | ------ | ------ | ------ | ------ | ------ | ------ | ------ | ------ | ------ | ------ | ------ | ------ |
| Sezon 2016/2017                                                               |                 |                 |            |            |                 |                 |                        |                        |                              |                              |               |               |               |                     |                     |               |               |                  |                  |               |               |                     |                     |            |            |                |                |                   |                   |        |        |        |        |        |        |        |        |        |        |        |        |        |        |        |        |        |        |        |        |        |        |        |        |        |        |        |        |        |        |
| Vikersund HS117                                                               | Vikersund HS117 | Vikersund HS117 | Ruka HS142 | Ruka HS142 | Engelberg HS140 | Engelberg HS140 | Titisee-Neustadt HS142 | Titisee-Neustadt HS142 | Garmisch-Partenkirchen HS140 | Garmisch-Partenkirchen HS140 | Sapporo HS100 | Sapporo HS137 | Sapporo HS137 | Bischofshofen HS140 | Bischofshofen HS140 | Erzurum HS140 | Erzurum HS109 | Brotterode HS117 | Brotterode HS117 | Planica HS139 | Planica HS139 | Iron Mountain HS133 | Iron Mountain HS133 | Rena HS139 | Rena HS139 | Zakopane HS134 | Zakopane HS134 | Czajkowskij HS106 | Czajkowskij HS106 | punkty |        |        |        |        |        |        |        |        |        |        |        |        |        |        |        |        |        |        |        |        |        |        |        |        |        |        |        |        |        |
| -                                                                             | -               | -               | -          | -          | 29              | 17              | 45                     | 38                     | -                            | -                            | -             | -             | -             | -                   | -                   | -             | -             | -                | -                | -             | -             | -                   | -                   | -          | -          | -              | -              | -                 | -                 | 16     |        |        |        |        |        |        |        |        |        |        |        |        |        |        |        |        |        |        |        |        |        |        |        |        |        |        |        |        |        |
| Legenda                                                                       |                 |                 |            |            |                 |                 |                        |                        |                              |                              |               |               |               |                     |                     |               |               |                  |                  |               |               |                     |                     |            |            |                |                |                   |                   |        |        |        |        |        |        |        |        |        |        |        |        |        |        |        |        |        |        |        |        |        |        |        |        |        |        |        |        |        |        |
| 1 2 3 4-10 11-30 poniżej 30 dq – dyskwalifikacja - – zawodnik nie wystartował |                 |                 |            |            |                 |                 |                        |                        |                              |                              |               |               |               |                     |                     |               |               |                  |                  |               |               |                     |                     |            |            |                |                |                   |                   |        |        |        |        |        |        |        |        |        |        |        |        |        |        |        |        |        |        |        |        |        |        |        |        |        |        |        |        |        |        |

## FIS Cup

### Miejsca w klasyfikacji generalnej
| Sezon     | Miejsce |
| --------- | ------- |
| 2015/2016 | 97.     |
| 2016/2017 | 101.    |
| 2017/2018 | 130.    |

### Miejsca w poszczególnych konkursachFIS Cupu
| Źródło                                                                        | Źródło  | Źródło  | Źródło  | Źródło     | Źródło     | Źródło     | Źródło     | Źródło       | Źródło       | Źródło   | Źródło   | Źródło     | Źródło     | Źródło     | Źródło     | Źródło     | Źródło     | Źródło      | Źródło      | Źródło  | Źródło  | Źródło    | Źródło    | Źródło | Źródło | Źródło | Źródło | Źródło | Źródło | Źródło | Źródło | Źródło | Źródło | Źródło | Źródło | Źródło | Źródło | Źródło | Źródło |
| ----------------------------------------------------------------------------- | ------- | ------- | ------- | ---------- | ---------- | ---------- | ---------- | ------------ | ------------ | -------- | -------- | ---------- | ---------- | ---------- | ---------- | ---------- | ---------- | ----------- | ----------- | ------- | ------- | --------- | --------- | ------ | ------ | ------ | ------ | ------ | ------ | ------ | ------ | ------ | ------ | ------ | ------ | ------ | ------ | ------ | ------ |
| Sezon 2013/2014                                                               |         |         |         |            |            |            |            |              |              |          |          |            |            |            |            |            |            |             |             |         |         |           |           |        |        |        |        |        |        |        |        |        |        |        |        |        |        |        |        |
| Villach                                                                       | Villach | Szczyrk | Szczyrk | Kuopio     | Kuopio     | Kranj      | Kranj      | Zakopane     | Zakopane     | Frenštát | Frenštát | Einsiedeln | Einsiedeln | Râșnov     | Râșnov     | Notodden   | Notodden   | Brattleboro | Brattleboro | Râșnov  | Râșnov  | Zakopane  | Zakopane  | punkty |        |        |        |        |        |        |        |        |        |        |        |        |        |        |        |
| -                                                                             | -       | -       | 86      | -          | -          | -          | -          | -            | -            | -        | -        | -          | -          | -          | -          | -          | -          | -           | -           | -       | -       | -         | -         | 0      |        |        |        |        |        |        |        |        |        |        |        |        |        |        |        |
| Sezon 2015/2016                                                               |         |         |         |            |            |            |            |              |              |          |          |            |            |            |            |            |            |             |             |         |         |           |           |        |        |        |        |        |        |        |        |        |        |        |        |        |        |        |        |
| Villach                                                                       | Villach | Kuopio  | Kuopio  | Szczyrk    | Szczyrk    | Einsiedeln | Einsiedeln | Râșnov       | Râșnov       | Notodden | Notodden | Zakopane   | Zakopane   | Pjongczang | Pjongczang | Whistler   | Whistler   | Eau Claire  | Eau Claire  | Planica | Planica | Harrachov | Harrachov | punkty |        |        |        |        |        |        |        |        |        |        |        |        |        |        |        |
| -                                                                             | 55      | -       | -       | 19         | 19         | -          | -          | -            | -            | -        | -        | -          | -          | -          | -          | -          | -          | -           | -           | 48      | 11      | 35        | 42        | 48     |        |        |        |        |        |        |        |        |        |        |        |        |        |        |        |
| Sezon 2016/2017                                                               |         |         |         |            |            |            |            |              |              |          |          |            |            |            |            |            |            |             |             |         |         |           |           |        |        |        |        |        |        |        |        |        |        |        |        |        |        |        |        |
| Villach                                                                       | Villach | Szczyrk | Szczyrk | Kuopio     | Kuopio     | Einsiedeln | Einsiedeln | Hinterzarten | Hinterzarten | Râșnov   | Râșnov   | Notodden   | Notodden   | Zakopane   | Zakopane   | Eau Claire | Eau Claire | Sapporo     | Sapporo     | punkty  | punkty  | punkty    | punkty    | punkty | punkty | punkty | punkty | punkty | punkty | punkty | punkty | punkty | punkty | punkty | punkty | punkty | punkty | punkty |        |
| -                                                                             | -       | -       | -       | -          | -          | -          | -          | -            | -            | -        | -        | -          | -          | -          | -          | 16         | 13         | -           | -           | 35      | 35      | 35        | 35        | 35     | 35     | 35     | 35     | 35     | 35     | 35     | 35     | 35     | 35     | 35     | 35     | 35     | 35     | 35     |        |
| Sezon 2017/2018                                                               |         |         |         |            |            |            |            |              |              |          |          |            |            |            |            |            |            |             |             |         |         |           |           |        |        |        |        |        |        |        |        |        |        |        |        |        |        |        |        |
| Villach                                                                       | Villach | Kuopio  | Kuopio  | Kandersteg | Kandersteg | Râșnov     | Râșnov     | Whistler     | Whistler     | Notodden | Notodden | Zakopane   | Zakopane   | Planica    | Planica    | Rastbüchl  | Rastbüchl  | Villach     | Villach     | Falun   | punkty  | punkty    | punkty    | punkty | punkty | punkty | punkty | punkty | punkty | punkty | punkty | punkty | punkty | punkty | punkty | punkty | punkty | punkty | punkty |
| -                                                                             | -       | -       | -       | 71         | 46         | -          | -          | -            | -            | -        | -        | -          | -          | 46         | 41         | -          | -          | -           | 18          | -       | 13      | 13        | 13        | 13     | 13     | 13     | 13     | 13     | 13     | 13     | 13     | 13     | 13     | 13     | 13     | 13     | 13     | 13     | 13     |
| Legenda                                                                       |         |         |         |            |            |            |            |              |              |          |          |            |            |            |            |            |            |             |             |         |         |           |           |        |        |        |        |        |        |        |        |        |        |        |        |        |        |        |        |
| 1 2 3 4-10 11-30 poniżej 30 dq – dyskwalifikacja - – zawodnik nie wystartował |         |         |         |            |            |            |            |              |              |          |          |            |            |            |            |            |            |             |             |         |         |           |           |        |        |        |        |        |        |        |        |        |        |        |        |        |        |        |        |